# Fred G. Pollard
Fred G. Pollard, född 7 maj 1918 i Richmond, Virginia, död 7 juli 2003, var en amerikansk demokratisk politiker. Han var viceguvernör i Virginia 1966–1970.
Pollard avlade 1940 kandidatexamen och 1942 juristexamen vid University of Virginia; efter studietiden tjänstgjorde han som löjtnant i andra världskriget. Efter kriget arbetade han som advokat och var ledamot av Virginias delegathus, underhuset i delstatens lagstiftande församling. Som viceguvernör tjänstgjorde Pollard under guvernör Mills E. Godwin.